# Stridsberg & Biörck

Sågar på Stridsberg & Biörcks industri i Trollhättan 1941.

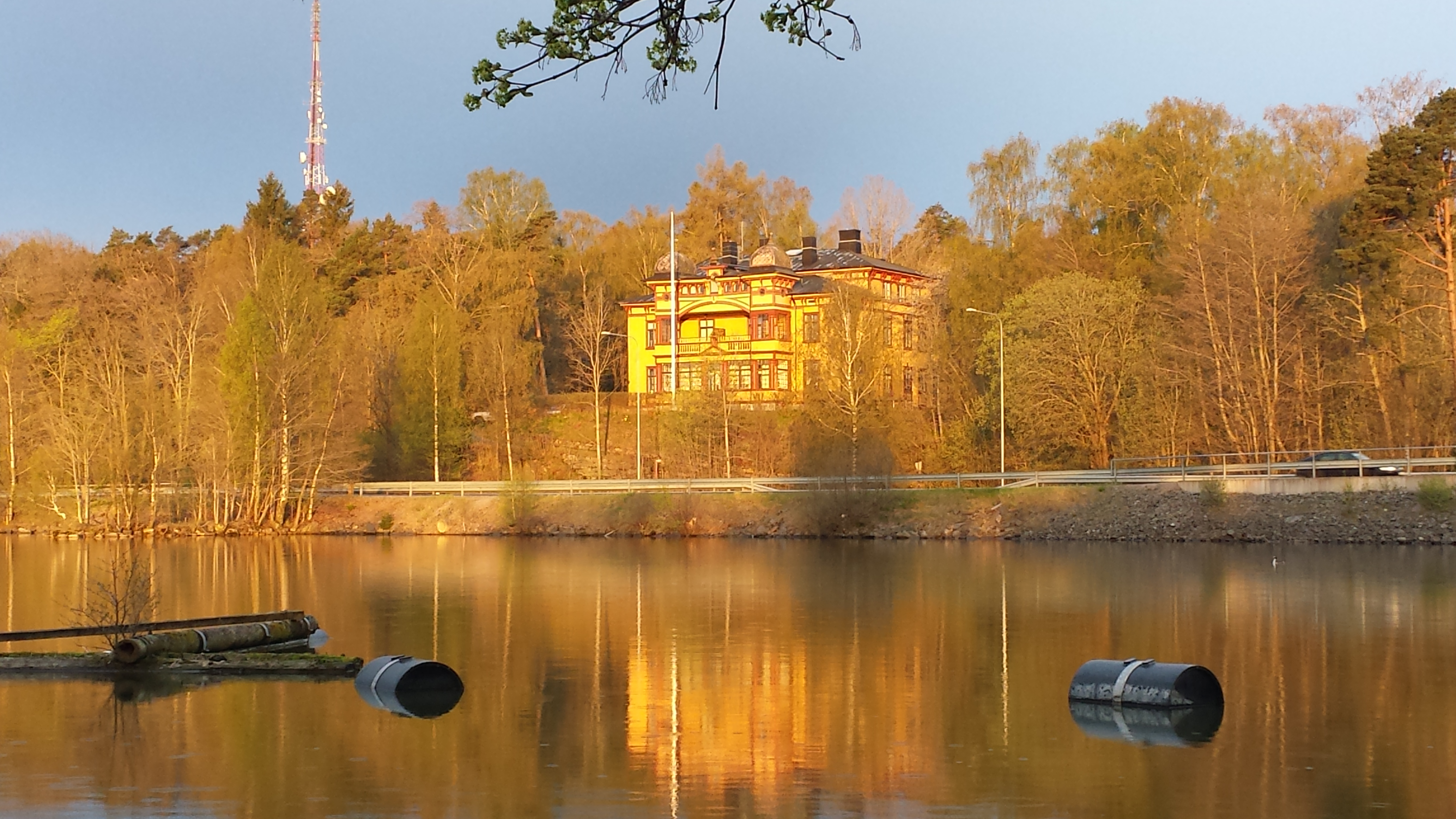
Villa Strömsvik, byggd 1895 som firmans direktörsbostad.

Stridsberg & Biörck var ett svenskt verkstadsindustriföretag som grundades i Torshälla 1868, men som 1879 flyttade tillverkningen till Trollhättan. Företaget var först med att tillverka härdade sågblad och maskinknivar i Sverige. 
Vattenkraften i Torshälla är begränsad och tillverkningen av härdade stålprodukter sågbladen krävde mycket energi. När ingenjör Ernst Stridsberg kom hem från ett affärsbesök i USA 1876 och fick höra att några sågverk i Trollhättan var till salu, reste han från Göteborg och köpte Gullöfors bruks tomt och deras andel i Gullöfallet. Alla maskiner och inventarier i Torshällafabriken tillsammans med arbetare och deras familjer skeppades iväg på två förhyrda fartyg och fraktades på Göta älv direkt till Trollhättan. I de första fabrikerna i Trollhättan fick man plåtvalsverk och stångjärnsvalsverk och 1885 installerades martinugn. År 1907 uppnådde man för första gången 1 miljon kronor i omsättning. 
Stridsberg & Biörck kom att driva rörelse med elektriska smältugnar, valsverk, stålmanufaktur och mekanisk verkstad. Produktionen omfattade sågblad, maskinhyveljärn, maskinknivar. 1917 uppgick företagets export till 1,2 miljoner kronor. Man hade 35 ingenjörer, tjänstemän och förmän anställda samt 450 arbetare. Under den ekonomiska depressionen sjönk arbetarantalet till cirka 200 (1935), för att 1945 öka till 310. År 1966 återfanns 425 arbetare vid Stridsberg & Biörck; 1984 140.
"Stridsbergs", som företaget allt oftare kallades i folkmun, hade sina tidigaste fabrikslokaler vid Göta älv och ruiner efter dessa syns idag vid fallfåran. Senare flyttade de till Källstorp på västra sidan om älven strax norr om järnvägsbron. Biörck, som återfinns i firmanamnet, var en ung ingenjör som var med och startade företaget men som snart lämnade kompanjonskapet. Ernst Stridsberg avgick som VD 1918 och efterträddes av ingenjör Jarl Orvar Åqvist. Lokalerna som finns kvar idag används av några mindre företag.